# دنت د کورژون
دنت د کورژون (به لاتین: Dent de Corjon) یک کوه در سوئیس است که در کانتون وو واقع شده‌است. دنت د کورژون ۱٬۹۶۷ متر بالاتر از سطح دریا واقع شده‌است.